# La Bastide-de-Sérou
La Bastide-de-Sérou – miejscowość i gmina we Francji, w regionie Oksytania, w departamencie Ariège.
Według danych na rok 2010 gminę zamieszkiwało 2212 osób, a gęstość zaludnienia wynosiła 49 osób/km².